# 克里斯多福·B·藍登
克里斯多福·碧爾·藍登（英語：Christopher Beau Landon，1975年2月27日—）或簡稱克里斯多福·B·藍登（英語：Christopher B. Landon），美國男導演、製片人及編劇，作品以恐怖片為主。

## 早期生活
克里斯多福·B·藍登出生於加利福尼亞州的洛杉磯，為演員麥可·藍登與瑪喬麗·琳恩·諾（Marjorie Lynn Noe）的兒子。他是家中透過婚姻生產的四個孩子中最小的。他的父母於1980年離婚，當時他僅4歲，並與父親同住；直到他16歲時，父親死於胰腺癌。克里斯多福·B·藍登的哥哥小麥可·藍登是名演員，而另一個半親的姊姊珍妮佛·藍登也是女演員。

## 個人生活
克里斯多福·B·藍登於1999年透露自己是同性戀。他說，長大後被高中的同齡人稱為Fagot。

## 作品列表

### 電影
| 年份 | 標題                 | 導演 | 編劇 | 監製       | 附註          |
| ---- | -------------------- | ---- | ---- | ---------- | ------------- |
| 1998 | 《天堂無路》         | 否   | 是   | 否         |               |
| 2000 | 《男孩的生活3》      | 否   | 是   | 是         | 章節：〈$30〉 |
| 2007 | 《噬血神差》         | 否   | 是   | 否         |               |
| 2007 | 《恐怖社區》         | 否   | 是   | 否         |               |
| 2010 | 《燃燒的棕櫚》       | 是   | 是   | 否         |               |
| 2010 | 《鬼入鏡》           | 否   | 是   | 否         |               |
| 2011 | 《鬼入鏡3》          | 否   | 是   | 聯合監製   |               |
| 2012 | 《鬼入鏡4》          | 否   | 是   | 執行製片人 |               |
| 2014 | 《鬼入鏡：詛咒》     | 是   | 是   | 否         |               |
| 2015 | 《殭屍教戰守則》     | 是   | 是   | 否         |               |
| 2016 | 《病毒》             | 否   | 是   | 否         |               |
| 2017 | 《忌日快樂》         | 是   | 是   | 否         |               |
| 2019 | 《祝你忌日快樂》     | 是   | 是   | 否         |               |
| 2020 | 《換人殺砍砍》       | 是   | 是   | 否         |               |
| 2021 | 《鬼入鏡：血親》     | 否   | 是   | 執行製片人 |               |
| 2022 | 《我閨密的驅魔儀式》 | 否   | 是   | 否         |               |
| 2023 | 《我家有鬼》         | 是   | 是   | 執行製片人 |               |
| 2023 | 《我家有鬼》         | 是   | 是   | 執行製片人 |               |
| 2024 | 《逆時追兇》         | 否   | 否   | 是         |               |
| 2025 | 《腥心眼》           | 否   | 是   | 是         |               |
| 2025 | 《無線殺機》         | 是   | 否   | 否         |               |

### 電視
| 年份      | 標題         | 導演 | 編劇 | 監製 | 附註                         |
| --------- | ------------ | ---- | ---- | ---- | ---------------------------- |
| 2007–2009 | 《黑金家族》 | 否   | 是   | 是   | 2集（編劇） 10集（製片顧問） |

## 外部連結
- 克里斯多福·B·藍登的X（前Twitter）
- 克里斯多福·B·藍登在互联网电影资料库（IMDb）上的資料（英文）